# Віленська округа (ІІ Річ Посполита)
Віленська округа (пол. okręg wileński) — адміністративний округ, утворений 7 червня 1919 у складі Цивільного управління східних земель (ЦУСЗ), де існував до вересня 1920 року, після чого входив до Тимчасового управління прифронтових і етапних територій до грудня 1920 року.

## Історія
Округу створено 7 червня 1919 р. із земель, завойованих Польщею у Литовсько-Білоруської Радянської Соціалістичної Республіки внаслідок радянсько-польської війни. Спочатку до округи ввійшли Віленський, Троцький повіт, Ошмянський, Свенцянський, Лідський, Гродненський та Новогрудський повіти.
1 серпня 1919 р. з частини Новогрудського повіту утворено Барановицький повіт, що увійшов до Берестейського округу.
31 жовтня 1919 р. до округи приєднано Браславський повіт.
6 листопада 1919 р. до складу округи передано Дісненський (із тимчасовим осідком у Глибокому).
20 грудня 1920 р. цивільну адміністрацію було розпущено, а округу поділено між Новогрудським округом Другої Польської Республіки та Литвою.

## Демографія
За даними перепису, у грудні 1919 р. в окрузі проживали 1 633 504 людини. Її найбільшими містами були: Вільно (128 954 жителі), Гродно (28 165 мешканців) і Ліда (11 365 жителів). На території округи існували ще 23 497 населених пунктів, із яких 3 налічували 5-10 тис. мешканців, а 48 — 1-5 тис. душ.

## Освіта
У Віленській окрузі у 1919/1920 навчальному році діяли 923 народні школи, 26 середніх шкіл, 13 професійно-технічних училищ, 4 учительські семінарії та 56 курсів. Загалом у них навчалося 80 481 учень і працювали 2173 викладачі. У березні 1920 року існувало 859 шкіл із навчанням польською мовою і 968 шкіл із навчанням іншими мовами.

## Адміністративний поділ
| Віленська округа                                                                                      |      |         |  |            |         |
| Браславський ²                                                                                        | 2590 | 82.513  |  | Браслав    | 1.235   |
| Дісненський ³                                                                                         | 5779 | 193.263 |  | Глибоке    | ?       |
| Гродненський                                                                                          | 4264 | 127.252 |  | Гродно     | 28.165  |
| Лідський                                                                                              | 5605 | 186.060 |  | Ліда       | 11.365  |
| Новогрудський 4                                                                                       | 2445 | 95.907  |  | Новогрудок | 5.096   |
| Ошмянський                                                                                            | 6885 | 189.390 |  | Ошмяни     | 3.442   |
| Свенцянський                                                                                          | 4826 | 139.692 |  | Свенцяни   | 3.900   |
| Троцький                                                                                              | 4160 | 92.831  |  | Троки      | 1.886   |
| Вілейський¹                                                                                           | 6185 | 213.424 |  | Вілейка    | 5.893   |
| Віленський                                                                                            | 5727 | 313.172 |  | Вільно     | 128.954 |
| Вільно місто                                                                                          | ?    | 128.954 |  | Вільно     | 128.954 |
| ¹ Приєднаний у проміжку з липня по вересень 1919 року.                                                |      |         |  |            |         |
| ² Приєднаний 31 жовтня 1919 р. (Dz. Urz. ZCZW z 1919 r. Nr 25, poz. 257).                             |      |         |  |            |         |
| ³ Приєднаний 6 листопада 1919 р. (Dz. Urz. ZCZW z 1919 r. Nr 26, poz. 275)                            |      |         |  |            |         |
| 4 1 серпня 1919 р. з частини Новогрудського повіту утворено Барановицький повіт Берестейського округу |      |         |  |            |         |